# District d'Ernakulam
Le district d'Ernakulam  est un des quatorze districts de l'État du Kerala en Inde.

## Géographie
Il est situé au sud de l’État du Kerala sur la plaine de la côte ouest entre la mer d'Arabie et les Ghats occidentaux. Le district d'Ernakulam entoure l'agglomération de Cochin, il est un des centres économiques de l’État. Son chef-lieu est la ville de Kakkanad. Au recensement de 2011 sa population est de 3 282 388 habitants pour une superficie de 3 068 km2.

### Hydrologie
Le district est traversé par la Periyar, la Muvattupuzha et la Chalakkudy.

## Liste des Taluksl
Il est divisé en quatre Taluks :
- Paravur,
- Aluva,
- Kunnathunad,
- Muvattupuzha,
- Kochi,
- Kanayannur,
- Kothamangalam.

## Histoire
En tamoul le mot Erayanarkulam signifie la demeure de Shiva et le district est créé  le 1er avril 1958.